# Göhrde
Göhrde là một đô thị thuộc huyện Lüchow-Dannenberg, bang Niedersachsen, Đức. Đô thị này có diện tích 40,71 kilômét vuông.
Đô thị này được đặt tên theo rừng bang Göhrde, diện tích khoảng 75 km2. 
Khu vực này là nơi đã diễn ra trận Göhrde ngày 16 tháng 9 năm 1813 trong chiến tranh liên minh thứ 6, trong đó các lực lượng liên minh dưới sự lãnh đạo của Wallmoden đã đánh bại các lực lượng Pháp do Pecheux chỉ huy.